# Eutelia fulvipicta
Eutelia fulvipicta là một loài bướm đêm trong họ Noctuidae.